# Mimela excisipes
Mimela excisipes är en skalbaggsart som beskrevs av Edmund Reitter 1903. Mimela excisipes ingår i släktet Mimela och familjen Rutelidae. Inga underarter finns listade i Catalogue of Life.